# Гарабач Марія Теодорівна
Марі́я Теодо́рівна Гарабач (Мицько) (псевдо Оленка) (17 липня 1912, с. Ворвулинці, Заліщицький повіт — 2 лютого 2012, Мюнхен) — сподвижниця та послідовниця Провідника ОУН Степана Бандери.

## Життєпис
Народилась 17 липня 1912 року в с. Ворвулинці (Заліщицький повіт, Королівство Галичини та Володимирії, Австро-Угорщина, нині Заліщицький район, Тернопільська область, Україна).
Мала ще шістьох братів та сестер, батьки — Теодор Мицько та Антоніна, належали до шляхтичів Романовських гербу Сас.
Три гімназійні класи закінчила екстерном у Тернопільській українській чоловічій гімназії. Коли польська влада закрила школу, записується до Тернопільської жіночої гімназії товариства «Рідна школа», там й склала матуру і здобула середню освіту.
Від четвертого гімназійного класу належала до 32 куреня Пласту ім. Олени Пчілки, від п'ятого — до Юнацтва ОУН.
1933 року переїздить до Львова, майже два роки перебувала за ґратами, разом з 14-ма іншими арештованими вона опинилась на лаві підсудних за участь у підпільній діяльності ОУН.
У 1937 року львівський суд засудив її до двох років тюремного ув'язнення та позбавлення громадянських прав, із забороною навчатися у вищих навчальних закладах, протягом 10 років перебувати в 30-кілометровій зоні польсько-радянського кордону.
Відбувши ув'язнення, повертається до Львова, працює в українському підприємстві «Суспільний промисл». 1939 року з першим приходом радянської влади ледве уникнула арешту НКВД, переходить на нелегальне становище.
Після нападу проголошення за ініціативою ОУН(Б) у Львові 30 червня 1941 року Акту про відновлення Української держави та жорстоких гітлерівських репресій, вона переховувала у себе вдома у Львові урядуючого Провідника ОУН (Б) Миколу Лебедя.
В роки Другої світової війни Марія працювала зв'язковою Центрального проводу ОУН.
З наближенням радянського фронту зарахована до групи, котра отримала завдання Проводу відійти на Захід, в складі групи перебували о. Іван Гриньох, Дарія Ребет, Зиновій Марцюк, Іван Бутковський, Мирослав Прокоп, Люба Комар, Марта Грицай, Наталія Марунчак, Ольга Лебедь, Наталія Тюшка, Ніна Платків, подружжя Турулів, влітку 1944 року покинули українську землю. На Заході вони утворили Закордонне Представництво (ЗП) УГВР, яке очолив Мирослав Прокоп.
Група коротко затрималася в Пряшеві, звідти дісталися до Братислави, де перебували близько дев'яти місяців. Навесні 1945 група опиняється у австрійському Шваці, звідти Марія скерована до Інсбрука, куди також переїхала дружина Степана Бандери Ярослава Опарівська з донькою Наталею.
В Інсбруку разом із М. Прокопом упорядковують архів ОУН, передруковували підпільну літературу, подавали пресові повідомлення про боротьбу ОУН-УПА. Протягом 1945—1948 років працювала в апараті Степана Бандери, готувати до друку ідеологічні та публіцистичні статті.
Березнем 1946 року поселяється у Мюнхені, того ж року вийшла заміж за майбутнього священика Євгена Гарабача (родом з села Уличного на Дрогобиччині).
Працювала у видавництві «Сучасність», на радіостанції «Свобода», була активною учасницею суспільно-громадського та культурно-мистецького житті української діаспори.
1950 року очолила відділ та увійшла до складу Головної управи Організації Українських Жінок у Мюнхені.
Входила до складу Товариства за Патріархальний Устрій Українського Християнського Руху, Товариства «Рідна школа», також головувала в Світському Апостольстві Жінок у Німеччині.
Протягом 20 років керувала жіночим хором «Діброва» — щороку їздив на святкування уродин патріарха Йосипа Сліпого до Риму. Хор співав Богослужби і в часі посвячення Собору св. Софії в Римі.
1992 року подружжя Гарабачів контактує з головою Трускавецького товариства «Меморіал» ім. В. Стуса Мироном Бучацьким щодо інформації про розкопки останків жертв НКВД 1941 у Дрогобичі в 1990 році.
Три сини родини Гарабачів виховані у патріотичному дусі, продовжили справу батьків.
Згідно заповіту, похована 20 квітня 2012 року в гробівці біля чоловіка на цвинтарі села Уличного.